# Vittoria (motorfiets)

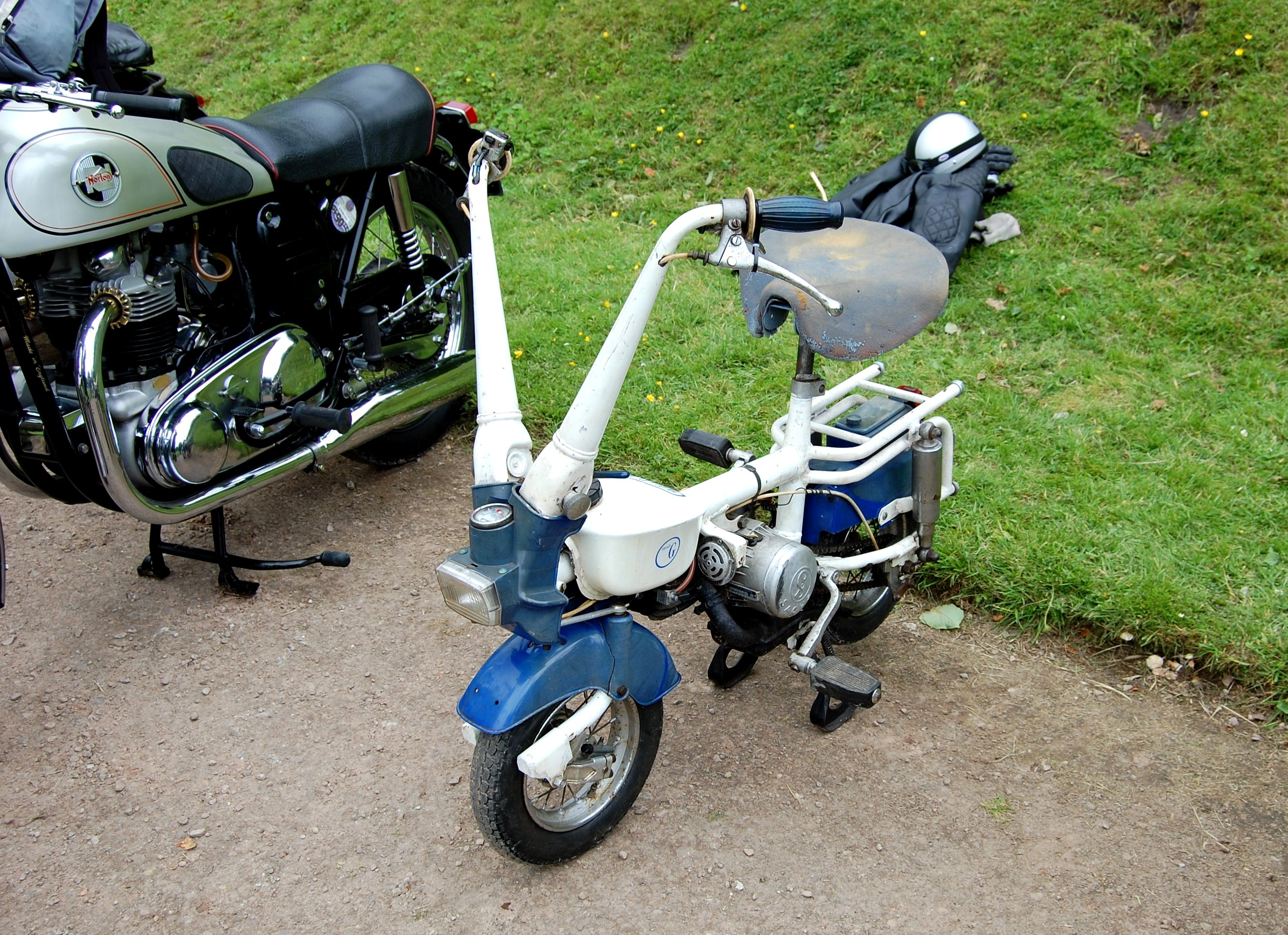
Carnielli MotoGraziella

Vittoria is een Italiaans historisch merk van motorfietsen.
De bedrijfsnaam was: S.p.A. T. Carnielli & Co., Vittorio Veneto.
Carnielli begon in het begin van de jaren dertig met de productie van motorfietsen met inbouwmotoren van verschillende merken: 98cc-Sachs, 173- en 248cc-JAP, 248- en 496cc-Python en 346- en 499cc-Küchen. In 1952 en 1953 maakte men 48cc-bromfietsen en triporteurs met een 98cc-NSU-blokje. Verder had men lichte motorfietsen, vouwscooters en scooters in het programma. In 1957 verschenen ook modellen met 48cc-Lambretta-motoren en een sportmodel, de Vittoria Solitude, met een NSU-motor. In 1968 verscheen de Moto Graziella, een minibike met een 50cc-Sachs-motortje. Dit model bleef tot aan het begin van de jaren tachtig op de markt.